# Piper restio
Piper restio är en pepparväxtart som beskrevs av William Trelease. Piper restio ingår i släktet Piper och familjen pepparväxter. Inga underarter finns listade i Catalogue of Life.